# Batumarta II
Batumarta II is een bestuurslaag in het regentschap Ogan Komering Ulu van de provincie Zuid-Sumatra, Indonesië. Batumarta II telt 11.007 inwoners (volkstelling 2010).